# Suam-dong
Suam-dong (koreanska: 수암동) är en stadsdel i staden Ulsan, i den sydöstra delen av Sydkorea, 300 km sydost om huvudstaden Seoul. Den ligger i stadsdistriktet Nam-gu.